# Jakob Faber
Jakob Faber (latinisiert aus Schmidt), auch Fabricius (* 1. Mai 1537 in Stargard (Pommern); † 20. August 1613 in Stettin) war ein lutherischer Theologe, Doktor der Theologie (D.) und von 1595 bis 1613 Generalsuperintendent von Pommern-Stettin.

## Leben und Wirken
Jakob Faber wurde als Sohn des Stargarder Bürgers Jakob Schmidt und dessen Ehefrau Wolberta Walpurgis Hamel geboren. Trotz des frühen Todes seines Vaters besuchte er die höhere Schule seiner Heimatstadt und nahm dann das Studium an der Universität Wittenberg, danach am Gymnasium Magdeburg auf.
Nach nochmaligem Aufenthalt in Wittenberg nahm er 1559 in Freienwalde bei Stargard eine Lehrertätigkeit auf und ging 1560 als Rektor nach Landsberg a. d. Warthe.
Im Jahre 1562 wollte er erneut ein Studium beginnen, doch anstatt wie zunächst beabsichtigt nach Rostock zu gehen, lernte er bei einem Besuch in Greifswald den dortigen Generalsuperintendenten von Pommern-Wolgast, Jakob Runge, kennen, der ihn zum Konrektor an der dortigen Universität vermittelte. In diesem Amt promovierte Jakob Faber im Mai 1562 zum Magister. Die damals wütende Pest zwang ihn, die Hansestadt zu verlassen. Faber ging wieder nach Wittenberg und bildete sich dort in der hebräischen Sprache fort. Das begründete dann seinen Ruf zurück nach Greifswald, wo ihm die Professur der hebräischen und griechischen Sprache übertragen wurde. Außerdem übernahm er Vertretungsdienste für Generalsuperintendent Runge.
Im Jahr 1574 wurde er in das Pfarramt an der Stargarder Marienkirche berufen. Schon drei Jahre später ernannte ihn Herzog Johann Friedrich zum Hofprediger an der Schlosskirche zu Stettin. Noch einmal kehrt Jakob Faber nach Greifswald zurück, um dort 1584 die theologische Doktorwürde in Empfang zu nehmen. Bei seinen Amtsgeschäften in Stettin wurde er auch begleitender Visitator des Generalsuperintendenten Runge und erhielt die Aufsicht über das Pädagogium in Stettin.
Im Jahre 1595 erfolgte seine Berufung zum Generalsuperintendenten von Pommern-Stettin in der Nachfolge von Johann Cogeler. Dieses Amt hatte er bis zu seinem Tode inne. Sein Nachfolger im Amt des Generalsuperintendenten wurde David Reutzius.

## Familie
Jakob Faber war seit 1572 mit Gertrud Runge (* 17. August 1553 in Greifswald; † 25. Juli 1600 in Stettin) verheiratet. Sie war die Tochter des Greifswalder Generalsuperintendenten Jacob Runge. Aus der Ehe gingen 10 Kinder hervor. Von den vier Söhnen und sechs Töchtern, starben drei Kinder vor der Mutter. Von den Kindern kennt man:
1. So. Jacob Faber, Dr. med. und Syndikus in Stargard
2. So. Johann Faber, Dr. jur und Advokat in Speyer, sp. Syndikus in Lübeck
3. So. Friedrich Faber, Mag. phil. Pfr. St. Nicolai in Stettin
4. So. Daniel Faber, stud. jur.
5. To. Erdtmuth Faber (1578–1608) heiratete am 15. September 1595 Daniel Cramer,
6. To. Gertraud Faber ⚭ Dr. jur. und Advokat Stargard Daniel Schede († 1626)
7. To. Maria Faber verh. mit Dr. jur. und Advokat in Stettin Johann Pfeiffer